# Resonanzkatastrophe
Die Resonanzkatastrophe bezeichnet in der Mechanik und Konstruktion die Zerstörung eines Bauwerks oder einer technischen Einrichtung durch übermäßige Schwingungsamplituden im Resonanzfall. Bei einer periodisch wiederkehrenden Anregung, deren Frequenz mit einer Resonanzfrequenz übereinstimmt, wird immer mehr Energie auf das System übertragen und dort gespeichert (konstruktive Interferenz). Die Schwingungsenergie wird durch stets vorhandene Dämpfungseffekte teilweise aus dem System abgeführt. Falls der Energieeintrag die Verlustleistung überschreitet, wird die Schwingungsamplitude immer größer, bis die Belastungsgrenze überschritten ist.

## Ursachen
Die Anregung der Resonanzschwingungen kann mit einer von außen vorgegebenen Frequenz erfolgen, die mit einer Resonanzfrequenz der schwingenden Struktur übereinstimmt.

## Schutzmaßnahmen
Zum Schutz der Konstruktion werden Schwingungstilger eingebaut, die im Bereich der Resonanzfrequenz die Schwingamplituden stark reduzieren und somit den Energieeintrag abführen (etwa beim höchsten Bauwerk 2005, dem Taipei 101, ein massives Tilgerpendel über mehrere Stockwerke). Ferner wird die Konstruktion auf eine Eigenfrequenz ausgelegt, die typischerweise nicht im Betrieb auftritt. In Erdbebengebieten richtet man sich dabei nach den lokal typischen Schwingungsfrequenzen der Erderschütterungen.
Kirch- bzw. Glockentürme geraten in Resonanz, wenn ihre Eigenfrequenz das ganzzahlige Vielfache der Frequenz  der in ihnen schwingenden Glocken beträgt (zum Beispiel das Dreifache). Um derartige Anregungen zu vermeiden, ist es technisch auch möglich, entgegengesetzt zur Glocke schwingende Massen einzubauen. Bei neueren Glockenprojekten wird die Eigenresonanz des Turmes üblicherweise vor der Installation von Glocken mit einer Unwuchtmaschine ermittelt.
Auf Freileitungen können Resonanzeffekte zur Zerstörung der Isolatoren und zu elektrischen Kurzschlüssen führen. Als Abhilfe werden Stockbridge-Schwingungstilger auf den Leiterseilen eingesetzt.

## Beispiele
Die folgenden Fälle sind bekannte Beispiele für übermäßige Resonanzschwingungen, die zur Zerstörung geführt haben:
- Am 12. oder 14. April 1831 marschierten 74 britische Soldaten über die Broughton Suspension Bridge. Die Brücke stürzte ein; 40 Soldaten fielen in die Irwell, 20 von ihnen wurden verletzt, sechs schwer. Manche führen dies auf den Resonanzeffekt zurück.[6] Nach einer anderen Quelle war wohl nur die Überlastung durch das Gewicht der Soldaten Ursache des Einsturzes.[7] Um die potentielle Gefahr zu unterbinden, ist es vielfach untersagt und in Deutschland nach § 27 Abs. 6 StVO verboten, im Gleichschritt über eine Brücke zu marschieren.
- Bei Beschallung eines Glases mit seiner Eigenfrequenz kann die Eigenschwingung so stark angeregt werden, dass es zerbricht.[8] Für eine Episode der Mythbusters brachte der Sänger Jaime Vendera ein Weinglas nur mit Hilfe seiner Stimme zur Resonanzkatastrophe.[9]